# Judge Reinhold
Edward Ernest Reinhold II (Wilmington, Delaware, 21 de mayo de 1957), más conocido como Judge Reinhold, es un actor estadounidense.

## Filmografía
- 1979: Survival of Dana
- 1979: Running Scared
- 1981: Stripes
- 1982: Fast Times at Ridgemont High
- 1982: Pandemonium
- 1983: The Lords of Discipline
- 1984: Roadhouse 66
- 1984: Beverly Hills Cop
- 1984: Gremlins
- 1986: Off Beat
- 1986: Ruthless People
- 1987: Beverly Hills Cop II
- 1988: A Soldier's Tale
- 1988: Vice Versa
- 1989: Rosalie Goes Shopping
- 1990: Enid Is Sleeping
- 1991: Baby on Board
- 1991: Zandalee
- 1992: Four Eyes and Six Guns
- 1992: Black Magic
- 1994: Beverly Hills Cop III
- 1994: The Santa Clause
- 1995: As Good as Dead
- 1995: Dad, the Angel and Me
- 1996: Cracker Jack 2
- 1997: Runaway Car
- 1997: Family Plan
- 1999: My Brother the Pig
- 1999: Wild Blue
- 2000: Mindstorm
- 2000: Beethoven's 3rd
- 2000: Enemies of Laughter
- 2001: Beethoven's 4th
- 2002: The Santa Clause 2
- 2002: Dead in a Heartbeat
- 2004: The Hollow
- 2006: Arrested Development. Serie de televisión.
- 2006: The Santa Clause 3: The Escape Clause
- 2008: Swing Vote
- 2016: The Detour (2 episodios)
- 2017: Four Christmases and a Wedding (Película para televisión)
- 2024: Beverly Hills Cop: Axel F

## Vida personal
Reinhold fue arrestado en el aeropuerto de Dallas Love Field el 8 de diciembre de 2016, por desacato tras objetar una revisión de seguridad poco después de ser dado de alta del hospital por una reacción adversa a un medicamento. Pasó diez horas en la cárcel y aceptó un acuerdo de adjudicación diferida en virtud del cual los cargos serían desestimados en 90 días.